# Tótkomlós

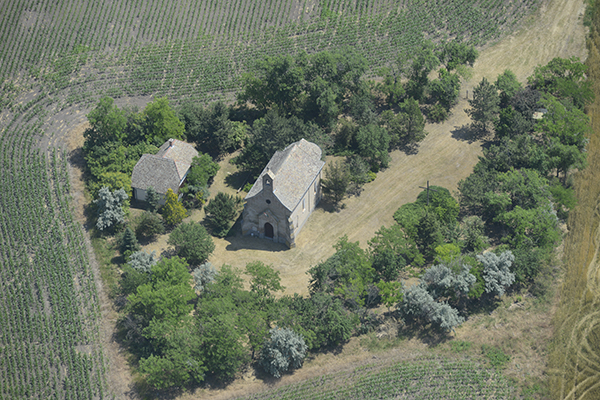
Nagykopáncs (Kopáncs-puszta) Árpád-kori temploma

Tótkomlós (szlovákul: Slovenský Komlóš) város Békés vármegyében, az Orosházi járásban. A megye 13., a járás 2. legnagyobb települése.

## Fekvése
A Dél-Alföldi turisztikai régióban, a Maros-hordalékkúp részének hátsági területén fekszik, a tengerszint felett 92 méterrel, Orosházától 18 kilométerre délre. Szomszédai: észak felől Pusztaföldvár, északkelet felől Kaszaper, kelet felől Végegyháza, délkelet felől Mezőhegyes, dél felől Nagyér és Ambrózfalva, délnyugat felől Makó, nyugat felől Békéssámson, északnyugat felől pedig Kardoskút. Közigazgatási területe északon, egy pontban érintkezik Orosháza határával is.
Hozzá tartozó lakott településrész még Nagykopáncs, amely a belterület délnyugati szélétől bő 3 kilométerre fekszik. Említést érdemel még egy településrész, Pusztaszőlős, az északi határszélen, légvonalban is közel 10 kilométerre a központtól: ez azonban Tótkomlósnak csak enklávéja, közigazgatásilag Kaszaperhez tartozik, dacára annak, hogy minden irányból tótkomlósi külterületek veszik körbe.
A környék fontosabb települései közül Hódmezővásárhely a várostól 35 kilométerre, Makó 30 kilométerre, Mezőhegyes 12 kilométerre, Orosháza 20 kilométerre, Békéscsaba 43 kilométerre, pedig Nagylak 30 kilométerre fekszik. A Tótkomlóst övező kisebb települések közül Békéssámson  11,8 kilométerre, Pitvaros 11,3 kilométerre, Ambrózfalva 7,7 kilométerre, Nagyér 5,4 kilométerre, Kardoskút 10,9 kilométerre, Kaszaper pedig 9,3 kilométerre található.

### Megközelítése
Tótkomlós Orosháza és Mezőhegyes között fekszik, a két várost összekötő 4427-es út mentén, de áthalad a központján a Békéscsaba-Makó közti 4432-es út is. Békéssámson-Hódmezővásárhely felé a 4421-es út vezet a városból, a déli szomszédságában fekvő, már Csongrád-Csanád vármegyében fekvő kistelepülésekre, Nagyérre, Ambrózfalvára és Pitvarosra pedig a 4426-os úton lehet eljutni. Ugyanezen az úton érhető el az M43-as autópálya legközelebbi csomópontja is, ami mintegy 23 kilométerre van a városközponttól, Csanádpalota-Kövegy határán. Közigazgatási határszélét északon érinti az Orosháza-Mezőkovácsháza közti 4428-as út is.
A közigazgatásilag Tótkomlóshoz tartozó Nagykopáncs a 4432-es útból, a központtól délnyugatra kiágazó 44 126-os számú mellékúton közelíthető meg.
Vonattal a település a MÁV 125-ös számú Mezőtúr–Orosháza–Mezőhegyes–Battonya-vasútvonalán érhető el, amelynek egy megállási pontja van itt. Tótkomlós vasútállomás a vonal állomásainak viszonylatában Kardoskút vasútállomás és Nagyér megállóhely között található; fizikailag a központ nyugati szélén helyezkedik el, közúti elérését a 4432-es útból kiágazó 44 328-as út, illetve a 4421-es felől egy önkormányzati út biztosítja.

## Története

### Korai emlékek
Területén La Tène-kori sírok is előkerültek.
A honfoglalás kori leletek szerint a település és környéke különböző népek által lakott terület volt, a régészek Árpád-kori falvak nyomaira bukkantak.

#### Kopáncs
A mai Tótkomlóshoz tartozó Nagykopáncs kb. 5 km-re, míg az Árpád-kori templom légvonalban kb. 9 km-re DNy-ra található. Az egykori Kopáncs falu első említése 1219-ből, a Váradi regestrumból ismert. Említik még 1231-ben, majd 1481-ben hallunk róla utoljára. Valószínűleg a török pusztításnak esett áldozatul.
Az 1944-es kopáncsi ásatásokkor Párducz Mihály feltárta a magyar Alföld egyik leggazdagabb női sírját. Az ásatási jegyzőkönyv és a leletek elvesztek a II. világháborúban, de megmaradt a pontos sírrajz. A női sírból mintegy 1,5 kg aranyozott ezüstveret került elő (kettős csüngők, fülbevalók, korongveretek, ingdíszek stb.).
Árpád-kori és késő középkori kerámiát egyaránt találtak itt.
2017-ben az orosházi Nagy Gyula Területi Múzeum munkatársai 645 pénzérméből álló leletre bukkantak. A pénzérmék közt 620 friesachi dénár, II. Géza 22 darab Árpád-kori érméje és egy angol penny is volt Földnélküli János idejéből. 1919-ben két helyi lakos szántás során több száz pénzérmét talált ugyanitt, melyek közül 235 érmét sikerült a korabeli házkutatás során lefoglalnia a hatóságoknak. A kincset valószínűleg az 1240-es években rejtették el Kopáncs-pusztán.
Az Árpád-kor időszakából a nagykopáncsi kápolna ma is őrzi a román építészeti stílus emlékét.

### Hunyadiak ideje
Később az oklevelek tanúsága szerint a komlósi puszta Hunyadi János birtoka volt. A szentandrási uradalomhoz csatolták.
1484-ben Mátyás király tulajdonát képezte, aki Komlóst fiának, Corvin Jánosnak adományozta. De bizonyos, hogy itt már a 15. században is volt falu.

### Török kor
A terület a törökdúlás idején többször cserélt gazdát. A község lakosai 1552-ben a Lippától Szolnok felé vonuló törökök elől elmenekültek, a törökök pedig házaikat felégették, s e miatt még 1553-ban is lakatlanul állt a falu.
1558-ban, anélkül, hogy a telekkapuk számát megmondták volna, a bíró 7 forintot vitt be Gyulára adó fejében. Ugyanez évben a lakosai négy és fél köböl búzát és két köböl árpát adtak féltized fejében, a másik felét a törököknek adták. A török ugyanis már pár évvel előbb felvette a települést a csanádi kerület defterébe. Az 1557—58. évi defter szerint kilenc ház volt benne. Ez adatok szerint legfeljebb 30 család lakta.
1560-ban 10, 1562-ben 12, 1564-ben húsz telekkapu után fizettek adót.
1596-ban a régi, folyamatosan magyarok által lakott és néha Nagy-Komlósnak nevezett helység végleg elpusztult. 1648-ban egy részét Széky Péter tulajdonolta. 1662-ben pusztának írták le a területet.

### A török kor után
Az elnéptelenedett komlósi birtok báró Rudnyánszky József tulajdona lett. A báró szentandrási jobbágyait szorgalmuk és példás magaviseletük miatt szerette, ezért a vallási villongások miatt beleegyezett lakhelyük elhagyására, és a telepítésre vonatkozó szerződést velük 1746. január 8-án meg is kötötte. Mintegy 80 tót család érkezett a komlósi pusztára. Az ideköltözöttek folyamatosan építették lakóházaikat, az istentisztelet megtartására szolgáló imaházat, az iskolát egy tanítói lakással együtt.
A falu újratelepítését hivatalosan 1746-ban ismerték el, közigazgatási hovatartozásáról azonban viták folytak. Két vármegye is jelentkezett az új faluért: Csanád és Békés vármegye. A konfliktus végül odáig torkollott, hogy mindkét fél mozgósította katonai erejének egy részét, és egyfajta „polgárháborús” helyzet alakult ki Komlóson és környékén. A lakosság már-már a menekülést fontolgatta. A helyzetet végül bírói döntés alapján az 1750-es évek közepére rendezték, Tót-Komlóst Békés vármegyéhez csatolták. Az ezt követő évtizedek gazdasági és demográfiai fellendülést hoztak a falu életében, újabb és újabb betelepülő szlovák családok érkeztek.
1773-ban 2345 ember lakott 375 házban, s 3244 hold földet művelt. Szexty György lelkész vezetésével 1795-ben megépítették az evangélikus templomot.
A település leírása a 18. század végéről:
```
"KOMLÓS: Tót falu Békés Várm. földes Urai több Uraságok, lakosai katolikusok, többen evangelikusok, fekszik Szarvashoz nem meszsze, és annak filiája, földgye búzát is terem, réttye pedig jó szénát, Körös vizének erén tsekély malma van, legelője meg lehetős."

(
Vályi András
: 
Magyar országnak leírása
, 
1796
–
1799
)
```

### 19. század
A 19. század elejére a falu a túlnépesedés jeleit mutatta. 1827-ben lakossága már 6898 főre, a házak száma 638-ra nőtt. 
Kevés volt a megművelhető földterület, a lakóhelyek száma, a megélhetés egyre nehezebbé vált. Ekkor mintegy ezer ember elköltözött, és új településeket alapítottak (pl. Nagylak), vagy már meglévő helyekre költöztek (pl. Arad). Gazdasági szempontból a folyamatos elszegényedés volt megfigyelhető, a földek a növekvő népesség következményeként elaprózódtak, valamint kialakult egy vékony gazdagparaszti réteg is. Ez a tendencia aztán Tót-Komlós egész 19. századi történetére jellemző volt valamilyen mértékben.
A komlósiak száma, vagyona és műveltsége is gyarapodott. A 19. század második felében a magyar ajkú lakosok száma egyre csak gyarapodott, ezért az ő lelki épülésükre évente négyszer magyar istentiszteletet is tartottak.
Az 1848-as forradalom híre, hasonlóan az ország más területeihez, Tótkomlóst is lázba hozta. A felvidéki tótok hazafias és tömeges helytállása erre a mintegy 7000 fős településre is igaz volt. 1848 nyarán 129 önkéntest kért a vármegye a településtől, ehelyett azonban majd dupla annyian jelentkeztek katonának. Ez az önkéntes divízió aztán, karöltve a megyei csapatokkal, egészen Nagybecskerekig nyomult, és úgy másfél hónapig tevékenykedett ott. Pontos adatok híján nem lehet tudni mennyien léptek be a honvédségbe, de valószínűleg 230–240 személy lehetett. A szabadságharc hadi eseményeinek nagy része elkerülte a falut, de érdekességképp megemlíthető, hogy a bukást követően Kossuth Lajos és családja Komlóson keresztül menekült dél felé.
1890-ben 1673 házban 9636 ember lakott.
1893-ban felépült a községháza, amelyet közös összefogással építettek. Gazdasági szempontból nagyon fontos esemény volt, hogy 1893-ban a községet bekapcsolták az ország vasúthálózatába. Ugyanezen időkben viszont ismét kiújultak a Csanád vármegyével vívott viták, maga Komlós is többször kérte Csanádhoz csatolását Békés vármegyétől (1893, 1906) – sikertelenül.

### 20. század
Az első világháború előestéjére a település lakossága meghaladta a 11 000 főt (amiből csupán 1000 körüli volt a magyarok száma), ezzel az orosházi járás második legnépesebb községévé vált.
A világégés Komlós életére is nagy hatással volt, több százan vonultak be évről évre, többnyire a békéscsabai 101. és a nagyváradi 4. gyalogezred kötelékébe, akiket először a szerb frontra, majd onnan egyeseket az orosz, másokat az olasz frontra küldtek az Isonzó és a Piave folyó környékére. A dolgos férfikéz hiánya jelentősen megviselte a település élelmiszerek és iparcikkek általi ellátottságát. A hiányzó munkaerőt nőkkel, gyerekekkel, sőt esetenként a mai Nagyér környékén fogva tartott orosz hadifoglyokkal próbálták pótolni, kisebb-nagyobb sikerrel. A háború során több mint 400 komlósi katona vesztette életét, és közel százan váltak rokkanttá. Az országos hangulathoz hasonlóan Komlóson is eluralkodott az antiszemita hangulat, és 1918 őszén majd' minden zsidó boltot kifosztottak, lakásaikat feltörték.
Nagyon érdekes momentuma volt a háborút követő hónapoknak a „pánszláv” nézetek és az elszakadási törekvések megerősödése Tót-Komlóson, illetve Békés vármegyében. A 20. század elején Komlós szlovákságának legjelentősebb „nemzetvédő” egylete a Földművelő Egylet volt. Tagjai közé tartozott Hrdlicska Lajos, aki a helyzetet kihasználva megpróbálta a maros-körös közi tótokat és a területet kiszakítani Magyarország testéből, és a szláv „testvérek” országába, Jugoszláviába betagozni. Azonban rövid időn belül a nemzetközi fejlemények következtében ez az elképzelés irreálissá vált. A tanácshatalom uralma alatt, illetve után ismét aktivizálta magát Hrdlicska és társasága, akik a megszálló román csapatokkal, illetve azok parancsnokaival jó viszonyt alakítottak ki, és úgy vélték, hogy Tótkomlósnak, illetve egész Békés megyének jobb dolga lenne „Románia mare” keretei közt. Ennek érdekében meg is kezdték a tárgyalásokat a román kormányzattal, majd 1919. augusztus 13-án Békéscsabán népgyűlést hívtak össze, mely többek közt a komlósi és békéscsabai tótok nyomására hivatalosan is bejelentette csatlakozási igényét a Román Királysághoz. Bevezették a román közigazgatást, a bukaresti kormány pedig két-két képviselői, valamint szenátori helyet ajánlott fel a parlamentben Békés vármegyének. Végül a nyugati hatalmak nem támogatták ezt a fajta elszakadási törekvést, és Trianonban Magyarország javára döntöttek a terület hovatartozását illetően.
Hosszú évtizedekre meghatározta a falu sorsát, a település lakosságának szerkezetét az 1946/48-as szlovák-magyar lakosságcsere. A siker, vagyis a minél nagyobb számú áttelepítés érdekében a befogadó ország és a helyi tótság szervezetei egyaránt komoly propagandát fejtettek ki. Tótkomlósról 939 család, szám szerint 3254 lakos választotta az új hazát. Ezzel párhuzamosan megkezdődött a magyar anyanyelvűek áttelepítése Tótkomlósra, ám lényegesen kevesebben érkeztek, mint amennyien távoztak, mindössze 400 család, azaz mintegy 1500 betelepülő jött.
A köztársasági elnök Tótkomlós nagyközséget 1993. november 1-jével várossá nyilvánította.

## A tótkomlósi zsidók története
Tótkomlóson 1848 előtt zsidók nem lakhattak, azonban a szabadságharc után megkezdődött a letelepedésük. Az első tótkomlósi zsidók 1850-ben telepedtek le a faluban. Az ezt követően letelepedő családok többsége (Leipnik Ábrahám, Iritz Bernát, Ujhelly Izrael, Grosz Bernát, Grosz József, Weber Ferenc, Stern Mór, Fischer József, Hauser Mór) Makóról érkezett, később jöttek Békéscsabáról, Aradról, Lippáról, Szarvasról és Kárpátaljáról is. 1854-ben már megalapították a hitközségüket. Ugyanebben az évben a falu északi határában temető céljára területet kaptak a községtől. A zsidó hitközség 1860-ban a mai Diófa és a Fő út sarkán felépítette az imaház és iskola céljára szolgáló helyiséget és a tanító lakását. 1880-ban megalakult a Chevra Khadisa, a Szent-Egylet. 1884-ben felépült az új zsinagóga.
Ezt követően felépítették a mikvét, a rituális fürdőt, vágófészert, valamint 1887-ben létrehozták az új iskolát, amelynek tanítója Nádor Adolf lett. Létrehozták az Izraelita Nőegyletet is. A hitközség létszáma 1896-ban 180 fő, 32 családban.
A község leghíresebb zsidó kereskedői Leipnik József és Ujhelly János fakereskedők, Herzog Károly gabonakereskedő, Ujhelly Ferencné és Herzog Izsák rőföskereskedők és Iczkovits Lipót gépkereskedő voltak.
Iczkovits Lipót még vegyeskereskedőként települt le 1885-ben Tótkomlóson, de a század első éveiben kereskedését gépkereskedéssé alakította át. Nagy üzletet, műhelyt és raktárat épített a főtéren, ahol varrógépekkel, cséplőgépekkel, kerékpárokkal, traktorokkal kereskedett, valamint benzinkutat működtetett. A család kereskedéseket hozott létre Békéscsabán, Szegeden és Orosházán is.
Az első világháború végső szakaszában, az őszirózsás forradalom alatt, Tótkomlóson zajlott le Békés megye legnagyobb zsidóellenes megmozdulása. 1925-ben az izraelita iskola bezárt. Az 1920-as években érkezett meg az új kántor, Rosenberg Gáspár, aki majd két évtizeden át látta el a kántor, sakter, előimádkozó funkciókat. A komlósi férfiakat 1942 februárja és 1943 októbere között hívták be munkaszolgálatra. 1944 áprilisában Tótkomlóson is kötelezővé tették a sárga csillag viselését, majd megkezdődött a gettózás. Május 13-án a családok elhagyták lakásaikat, és a főtéri Iczkovits-géplerakat bekerített udvarára, az üzlethelyiségekbe és az Iczkovits-ház lakásaiba költöztek. A gettót helyi és vidéki csendőrök őrizték.
1944. június 20-án a vasútállomásra hajtották, bevagonírozták, majd a békéscsabai gyűjtőtáborba szállították a komlósi zsidókat, ahonnan Herzog Margit és a szülés előtt álló Grósz Miklósné Leichter Rózsi és családja kivételével mindenkit továbbvittek Debrecenbe. A 122 komlósiból 83 került a strasshofi, 39 az auschwitzi szerelvényre. Tótkomlósra az Auschwitzba deportáltak közül senki sem tért vissza. A Strasshofba került komlósiak egy részét bécsi és környékbeli táborokba szállították. 1945-ben szovjet és az amerikai csapatok szabadították fel a túlélőket.
1944–1945-ben 86-an tértek vissza Tótkomlósra, akik közül hamarosan többen elköltöztek vagy kivándoroltak. Az 1980-as években már csak öt zsidó élt a községben. Azok, akik maradtak, az évek során meghaltak, ma már csak két családnak vannak zsidó gyökerei Tótkomlóson, de a világban és Budapesten még sokan élnek leszármazottak, és olyanok is, akik közvetlenül Tótkomlósról költöztek el.
Minden évben a június 20-ához legközelebbi vasárnapon megemlékezést tartanak a holokausztról.

## Közélete

### Polgármesterei
- 1990–1994: Juhász Pál (független)[11]
- 1994–1998: Juhász Pál (független)[12]
- 1998–2002: Juhász Pál (független)[13]
- 2002–2006: Gyivicsánné dr. Szenczi Irén Róza (független)[14]
- 2006–2009: Dr. Sztakó József (Fidesz-MDF-FKgP)[15]
- 2009–2010: Dr. Garay Rita (Fidesz)[16]
- 2010–2014: Dr. Garay Rita (Fidesz-KDNP)[17]
- 2014–2019: Dr. Garay Rita (Fidesz-KDNP)[18]
- 2019–2024: Zsura Zoltán (független)[19]
- 2024– : Zsura Zoltán János (független)[1]

A településen 2009. július 26-án időközi polgármester-választást tartottak, az előző polgármester lemondása miatt. A választáson a hivatalban lévő városvezető – nem meglepő módon – nem indult el, előde viszont jelöltette magát, de csak a második helyet érte el.

## Népesség
A település népességének változása:
| Lakosok száma | 6071 | 6018 | 5995 | 5464 | 5344 | 5299 | 5238 |
|               | 2013 | 2014 | 2015 | 2021 | 2022 | 2023 | 2024 |

2011-ben a város lakosságának 75,5%-a magyar, 21,5%-a szlovák, 2%-a cigány és 1%-a egyéb (főleg német, román és szlovén) nemzetiségűnek vallotta magát.
A 2011-es népszámlálás során a lakosok 82,7%-a magyarnak, 2% cigánynak, 0,6% németnek, 0,6% románnak, 21,5% szlováknak mondta magát (16,6% nem nyilatkozott; a kettős identitások miatt a végösszeg nagyobb lehet 100%-nál). A vallási megoszlás a következő volt: római katolikus 16%, református 4,6%, evangélikus 21,4%, görögkatolikus 0,2%, felekezeten kívüli 31,8% (25,1% nem nyilatkozott).
2022-ben a lakosság 90,8%-a vallotta magát magyarnak, 12,2% szlováknak, 1,5% cigánynak, 0,5% németnek, 0,5% románnak, 0,1% szerbnek, 0,1% ukránnak, 2,2% egyéb, nem hazai nemzetiségűnek (8,7% nem nyilatkozott; a kettős identitások miatt a végösszeg nagyobb lehet 100%-nál). Vallásuk szerint 15,1% volt evangélikus, 11,8% római katolikus, 3,1% református, 4,7% görög katolikus, 0,4% egyéb keresztény, 0,7% egyéb katolikus, 0,1% görög katolikus, 0,1% ortodox, 35,1% felekezeten kívüli (33,3% nem válaszolt).

## Látnivalók
- Nagykopáncs (Kopáncs-puszta) Árpád-kori temploma
- Tanyamúzeum
- Erzsébet liget (benne emlékművek)
- Főtér
- Evangélikus templom
- Szlovák tájház
- Szlovák néprajzi gyűjtemény
- Szlovák letelepedési emlékmű
- Holokauszt-emlékmű – Fő tér, 2004.
- Száraz-ér menti parti sétány az állatvilággal
- Az 1956-os forradalom emlékműve
- Jankó János szülőháza
- Katolikus templom
- Református templom
- Kilátó a Száraz-ér mentén
- Tavak a város területén

## Turizmus
A tótkomlósi Rózsa Fürdőben hat medence – három nyitott és három fedett – várja a strandolni vágyókat. Vize mozgásszervi és idegrendszeri betegségben szenvedőknek is ajánlott, ennek megfelelően gyógy- és wellness szolgáltatás is üzemel a strand területén.
A városon több turistaút is keresztülhalad:
- Sárga kereszt: A Szlovák Néprajzi Házat köti össze az Epres-térrel. A turistaút mentén látható néhány tó, a Szent István tér (régebbi nevén a Hősök tere), az evangélikus templom, a Szlovák Néprajzi Gyűjtemény és a Száraz-ér menti kilátó is. A turistaút keresztülhalad a városközponton.
- Sárga sáv: Mezőhegyes felől, a 81-es major felől az Aradi úton ér be Tótkomlósra. A turistaútvonal elhalad a Szlovák Tájház, az evangélikus templom, a Szent István tér (régebben Hősök tere) és a Szlovák Néprajzi Gyűjtemény mellett is. Orosháza felé hagyja el a várost, de Tótkomlós határában elhalad még a Tanyamúzeum előtt, és végül Békéssámsonnál ér véget.
- Piros sáv: A Mezőkovácsháza és Mezőhegyes felől érkező turistaútvonal magát a várost nem érinti, de Tótkomlós határában elhalad az Árpád-kori Kopáncsi-kápolna mellett, majd Békéssámson felé halad tovább.
- Piros négyzet: A sárga sávot és a piros sávot összekötő turistaút, amely elhalad Wallaszky Pál és Mindszenty József emlékszobránál, a II. világháborús, illetve az 1956-os forradalom emlékművénél, a katolikus és a református templom mellett, majd a városból kiérve becsatlakozik a piros sáv turistaútba.

## Itt született
- Domanovszky Endre (1817-1895), filozófus, a Magyar Tudományos Akadémia levelező tagja
- Jankó János festő, grafikus;
- Holits Ödön (1886–1970), válogatott labdarúgó, szövetségi kapitány;
- Gálicz (Gál) János (1890), a spanyol polgárháborúban a köztársaságpártiak ezredese;
- Klaukó Mátyás (1923. május 25. – Békéscsaba, 1983. április 13.), Békés megye politikai vezetője 1957–1965 között, később az MSZMP Központi Ellenőrző Bizottság tagja;
- Gyurkovics Zsuzsa (1929. március 9.) Jászai Mari-díjas színésznő, a város díszpolgára;
- Benedek Pál (1931) újságíró;
- Malya Ernő (1936) Az Év Bortermelője (2002);
- Závada Pál (1954. december 14.) író, szerkesztő, szociológus, a város díszpolgára.

## Testvérvárosai
- Bereck, Románia (1995)
- Érsekújvár, Szlovákia (1993)
- Galánta, Szlovákia (1999)
- Jolsva, Szlovákia
- Nagylak, Románia (1997)
- Neunkirchen am Brand, Németország (2000)
- Zólyom, Szlovákia (1994)